# Charles Garvin
Charles D. Garvin – amerykański socjolog, znawca zagadnień pomocy społecznej, profesor związany z Uniwersytetem Michigan, emerytowany profesor w School of Social Work na tej uczelni.

## Życiorys
Od lat 80. XX wieku prowadził kursy z pracy socjalnej. Był konsultantem z tego zakresu. Jest autorem książki Contemporary Group Work (trzy wydania) i pracy Interpersonalna praktyka w pracy socjalnej (z Brettem Seaburym). Z Johnem Tropmanem wydał natomiast Pracę socjalną we współczesnym społeczeństwie. Pisał na tematy związane z pracą w grupach, takie jak np. wykorzystanie grup w kształtowaniu zdrowia publicznego, zdrowia psychicznego, społeczności i terapii nadużywania substancji psychoaktywnych. Jest członkiem zarządu, a także założycielem i byłym przewodniczącym Stowarzyszenia na rzecz Wspierania Pracy Socjalnej z Grupami. W Szkole Pracy Socjalnej Uniwersytetu Michigan zajmował takie stanowiska, jak dyrektor Wspólnego Programu Doktoranckiego (1989-1996), przewodniczący Komitetu Programowego, Przewodniczący Komisji ds. Wielokulturowości i przewodniczący programu Interpersonal Practice.

## Zainteresowania
W 1965 został powołany na stanowisko adiunkta, w 1972 awansował na profesora zwyczajnego. W 2001został mianowany profesorem emerytem.
Główne zainteresowania oscylują wokół opracowania skutecznych procedur dla wszystkich rodzajów pracy socjalnej z grupami i dla rehabilitacji osób cierpiących zarówno na chorobę psychiczną, jak i na nadużywanie substancji psychoaktywnych, tj. osoby z podwójną diagnozą. Bada też w jaki sposób różne społeczeństwa realizują programy łagodzenia konfliktów między grupami młodzieżowymi w oparciu o różnice etniczne, społeczne lub kulturowe. Jego system rehabilitacji nastawiony jest na opracowanie i testowanie interwencji rodzinnej dla osób z podwójną diagnozą, które nie są pozytywnie zmotywowane do leczenia. Ma szerokie kontakty międzynarodowe w pracy socjalnej. Współpracował m.in. z naukowcami z Węgier, Polski, Macedonii i Chorwacji. Inne jego dziedziny zainteresowań badawczych i naukowych to praktyka i przemoc interpersonalna oraz kwestie sprawiedliwości społecznej w pracy socjalnej.